# Brigitte Woggon
Brigitte Emma Marie Woggon geb. Steiner (* 14. November 1943 in Naumburg; † 28. Juli 2019 in Fällanden) war eine deutsche Psychiaterin und Fachpublizistin.

## Leben
Nach Abschluss ihres Medizinstudiums in Berlin war sie von 1970 bis zu ihrem Ruhestand 2008 an der Psychiatrischen Universitätsklinik in Zürich tätig. 1973 wurde sie dort als erste Frau Oberarzt. Ab 1991 leitete sie eine ambulante Spezialsprechstunde und eine psychopharmakotherapeutische Informationsstelle für Ärzte, ab 1996 bis zu ihrer Emeritierung 2008 lehrte sie zudem Pharmakotherapie an der Medizinischen Fakultät der Universität Zürich. Als Publizistin war sie besonders mit ihrem Lehrbuch Behandlung mit Psychopharmaka sowie mit zwei Büchern aus ihrer therapeutischen Praxis hervorgetreten. Als Verfechterin hochdosierter Pharmakotherapien („Woggonizing“) stand sie immer wieder in Kritik.
Neben ihrer Berufstätigkeit als Professorin für Pharmakotherapie an der Psychiatrischen Universitätsklinik war von 2001 bis 2008 Präsidentin der Gleichstellungskommission der Universität Zürich.
Woggon war von 2008 bis Ende 2015 in der Praxisgemeinschaft Woggon in Zürich tätig. Sie lebte in Benglen in der Gemeinde Fällanden. Sie verstarb am 28. Juli 2019 im Alter von 75 Jahren. Sie war Mutter einer Tochter und eines Sohnes.

## Schriften (Auswahl)
- Quantitative Untersuchungen zur Lungenfettembolie. Dissertation, FU Berlin, 1971.
- Haschisch. Konsum und Wirkung. Springer, Berlin 1974, ISBN 3-540-06917-8.
- Prognose der Psychopharmakotherapie. Klinische Untersuchung zur Voraussagbarkeit des Kurzzeittherapieerfolges von Neuroleptika und Antidepressiva. Enke, Stuttgart 1983, ISBN 3-432-93451-3 (Habilitationsschrift, Universität Zürich, 1983).
- Behandlung mit Psychopharmaka – aktuell und maßgeschneidert. Huber, Bern 1998; 3., aktualisierte Auflage 2009, ISBN 978-3-456-84694-1.
- Ich kann nicht wollen! Berichte depressiver Patienten. Huber, Bern 1998; 3. Auflage 2002, ISBN 3-456-83892-1.
- Niemand hilft mir! Behandlungsprotokolle angeblich unheilbarer psychiatrischer Patienten. Huber, Bern 1999, ISBN 3-456-83193-5.